# Łapsze Niżne
Łapsze Niżne is een dorp in het Poolse woiwodschap Klein-Polen, in het district Nowotarski. De plaats maakt deel uit van de gemeente Łapsze Niżne en telt 1400 inwoners.
Tot 1918 behoorde het dorp tot het koninkrijk Hongarije. Na de implosie van Oostenrijk-Hongarije ten gevolge van de nederlaag in de Eerste Wereldoorlog, kwam Łapsze Niżne onder het bestuur van de pas opgerichte republiek Tsjecho-Slowakije. Een daarop volgend grensconflict tussen Tsjecho-Slowakije en Polen zorgde ervoor dat het dorp in 1920 aan Polen werd toegewezen. Van 1939 tot 1945 werd het dorp deel van de Slovaakse Staat, maar in 1947 liet het gerestaureerde Tsjecho-Slowakije haar aanspraken op het dorp voorgoed varen.